# Tour de Drenthe féminin 2021
La 14e édition du Tour de Drenthe féminin a lieu le 23 octobre 2021. Elle fait partie de l'UCI World Tour féminin 2021. Elle est remportée par la Néerlandaise Lorena Wiebes.

## Parcours
Le parcours débute pour la première fois de Assen. Il emprunte ensuite les classiques secteurs forestiers pour se diriger vers Hoogeveen. Le mont VAM est escaladé pour la première fois à soixante kilomètres de la fin. Les coureuses passent une première fois sur la ligne d'arrivée, avant de se rediriger vers le VAM. Celui-ci a été aménagé pour les championnats des Pays-Bas et se conclut désormais par une section pavée. Il est monté une seconde fois à trente kilomètres de l'arrivée. Une petite boucle est effectuée autour de celui-ci et il est escaladé encore à vingt-deux puis quinze kilomètres de l'arrivée. Le parcours retourne alors vers Hoogeveen où se trouve la ligne,.

## Équipes
Les équipes FDJ-Nouvelle Aquitaine-Futuroscope et Movistar, initialement prévues, ne sont finalement pas présentes à cause d'un manque de coureuses en état de participer.
| UCI Women's WorldTeams (7)- Alé BTC Ljubljana - Team BikeExchange - Canyon-SRAM Racing - Team DSM - Liv Racing - SD Worx - Trek-Segafredo Équipes féminines continentales (9)- Andy Schleck-CP NVST-Immo Losch - Bingoal Casino-Chevalmeire - Bizkaia-Durango - GT Krush Tunap - Jumbo-Visma - NXTG Racing - Parkhotel Valkenburg - Tibco-Silicon Valley Bank - Valcar-Travel & Service |
| |

## Favorites
La leader du classement World Tour n'est pas au départ à la suite de sa chute à Paris-Roubaix. La vainqueur sortante Marta Bastianelli est également absente au contraire de la vainqueur 2018 Amy Pieters. Elle est accompagnée de Chantal Blaak qui a aussi déjà gagné la course et vient de remporter le Drentse 8. Parmi les sprinteuses au départ, on peut compter Lorena Wiebes, Chloe Hosking ou Alison Jackson.

## Récit de la course
Contrairement à la veille au Drentse 8, la route est sèche. La première échappée est Lieke Nooijen au bout de dix kilomètres. Elle compte jusqu'à trois minutes d'avance.  Janneke Ensing, pour sa dernière course professionnelle, attaque ensuite. Elle revient sur Nooijen. Elles ont alors une minute quarante-cinq d'avance. Peu après, Lieke Nooijen est victime d'un ennui mécanique et conclut ainsi son échappée. Ensing est reprise à quatre-vingt-cinq kilomètres de l'arrivée. Dans le secteur forestier suivant, Alice Barnes accélère et emmène avec elle un petit groupe. Le peloton réagit immédiatement. Kirstie van Haaften contre et obtient une minute sur le peloton. Elle est rejointe par Margaux Vigie. Peu avant la première ascension du VAM, Franziska Koch rejoint les deux leaders. Dans la descente du VAM, un regroupement général a lieu. À cinquante kilomètres de l'arrivée, un groupe d'échappée se forme autour de Demi Vollering, mais le peloton réagit. Le rythme est élevé dans les rues de Hoogeveen avec des attaques d'Audrey Cordon-Ragot. Ce sont cependant les deux Britanniques Alice Barnes et Pfeiffer Georgi qui parviennent à s'extraire du peloton. Elles comptent une vingtaine de secondes d'avance en entamant la deuxième ascension du VAM. Elles ne sont reprises qu'à seize kilomètres de l'arrivée. Dans la dernière ascension, Elise Chabbey accélère avec Floortje Mackaij et Elena Cecchini dans la roue. Leur avance est faible au sommet. Derrière, le groupe de poursuite est constitué de : Lorena Wiebes, Franziska Koch et Pfeiffer Georgi, toutes trois de l'équipe DSM, et Eleonora Gasparrini. Floortje Mackaij, également de la DSM, décide logiquement de se relever et les deux groupes fusionnent. Avec quatre membres de la DSM pour sept coureuses, la sprinteuse Lorena Wiebes est en position idéale. Emmenée par Floortje Mackaij dans la dernière ligne droite, elle s'impose facilement devant Elena Cecchini qui n'a pu que suivre le sillage.

## Classements

### Classement final
| \| Classement général \| Classement général \| Classement général \| Classement général \| Classement général \| \| Coureuse \| Coureuse \| Pays \| Équipe \| Temps \| \| ------------------ \| ------------------- \| ------------------ \| ------------------------- \| ------------------ \| \| 1re \| Lorena Wiebes \| Pays-Bas \| Team DSM \| 4 h 07 min 34 s \| \| 2e \| Elena Cecchini \| Italie \| SD Worx \| + 0 s \| \| 3e \| Eleonora Gasparrini \| Italie \| Valcar-Travel & Service \| + 0 s \| \| 4e \| Élise Chabbey \| Suisse \| Canyon-SRAM Racing \| + 0 s \| \| 5e \| Floortje Mackaij \| Pays-Bas \| Team DSM \| + 0 s \| \| 6e \| Pfeiffer Georgi \| Royaume-Uni \| Team DSM \| + 0 s \| \| 7e \| Franziska Koch \| Allemagne \| Team DSM \| + 6 s \| \| 8e \| Susanne Andersen \| Norvège \| Team DSM \| + 1 min 15 s \| \| 9e \| Chiara Consonni \| Italie \| Valcar-Travel & Service \| + 1 min 15 s \| \| 10e \| Nina Kessler \| Pays-Bas \| Tibco-Silicon Valley Bank \| + 1 min 15 s \| |                     |             |                           |                 |
| |                     |             |                           |                 |
| Sources : ProCyclingStats Cycling Quotient |                     |             |                           |                 |
| Classement général |                     |             |                           |                 |
| Coureuse | Coureuse            | Pays        | Équipe                    | Temps           |
| 1re | Lorena Wiebes       | Pays-Bas    | Team DSM                  | 4 h 07 min 34 s |
| 2e | Elena Cecchini      | Italie      | SD Worx                   | + 0 s           |
| 3e | Eleonora Gasparrini | Italie      | Valcar-Travel & Service   | + 0 s           |
| 4e | Élise Chabbey       | Suisse      | Canyon-SRAM Racing        | + 0 s           |
| 5e | Floortje Mackaij    | Pays-Bas    | Team DSM                  | + 0 s           |
| 6e | Pfeiffer Georgi     | Royaume-Uni | Team DSM                  | + 0 s           |
| 7e | Franziska Koch      | Allemagne   | Team DSM                  | + 6 s           |
| 8e | Susanne Andersen    | Norvège     | Team DSM                  | + 1 min 15 s    |
| 9e | Chiara Consonni     | Italie      | Valcar-Travel & Service   | + 1 min 15 s    |
| 10e | Nina Kessler        | Pays-Bas    | Tibco-Silicon Valley Bank | + 1 min 15 s    |

### UCI World Tour

#### Points attribués
| Position           | 1er | 2e  | 3e  | 4e  | 5e  | 6e  | 7e  | 8e  | 9e | 10e | 11e | 12e | 13e | 14e | 15e | 16e à 20e | 21e à 30e | 31e à 40e |
| Classement général | 400 | 320 | 260 | 220 | 180 | 140 | 120 | 100 | 80 | 68  | 56  | 48  | 40  | 32  | 28  | 24        | 16        | 8         |

| Classement par points | Classement par points       | Classement par points | Classement par points              | Classement par points |
| Coureuse              | Coureuse                    | Pays                  | Équipe                             | Points                |
| --------------------- | --------------------------- | --------------------- | ---------------------------------- | --------------------- |
| 1re                   | Annemiek van Vleuten        | Pays-Bas              | Movistar Team                      | 3177 pts              |
| 2e                    | Demi Vollering              | Pays-Bas              | SD Worx                            | 2563 pts              |
| 3e                    | Elisa Longo Borghini        | Italie                | Trek-Segafredo                     | 2509 pts              |
| 4e                    | Marianne Vos                | Pays-Bas              | Jumbo-Visma Women Team             | 2477 pts              |
| 5e                    | Cecilie Uttrup Ludwig       | Danemark              | FDJ-Nouvelle Aquitaine-Futuroscope | 1692 pts              |
| 6e                    | Anna van der Breggen        | Pays-Bas              | SD Worx                            | 1640 pts              |
| 7e                    | Katarzyna Niewiadoma        | Pologne               | Canyon-SRAM Racing                 | 1463 pts              |
| 8e                    | Marlen Reusser              | Suisse                | Alé BTC Ljubljana                  | 1275 pts              |
| 9e                    | Chantal van den Broek-Blaak | Pays-Bas              | SD Worx                            | 1091 pts              |
| 10e                   | Grace Brown                 | Australie             | Team BikeExchange                  | 1066 pts              |

| Classement par points | Classement par points       | Classement par points | Classement par points              | Classement par points |
| Coureuse              | Coureuse                    | Pays                  | Équipe                             | Points                |
| --------------------- | --------------------------- | --------------------- | ---------------------------------- | --------------------- |
| 1re                   | Annemiek van Vleuten        | Pays-Bas              | Movistar Team                      | 3177 pts              |
| 2e                    | Demi Vollering              | Pays-Bas              | SD Worx                            | 2563 pts              |
| 3e                    | Elisa Longo Borghini        | Italie                | Trek-Segafredo                     | 2509 pts              |
| 4e                    | Marianne Vos                | Pays-Bas              | Jumbo-Visma Women Team             | 2477 pts              |
| 5e                    | Cecilie Uttrup Ludwig       | Danemark              | FDJ-Nouvelle Aquitaine-Futuroscope | 1692 pts              |
| 6e                    | Anna van der Breggen        | Pays-Bas              | SD Worx                            | 1640 pts              |
| 7e                    | Katarzyna Niewiadoma        | Pologne               | Canyon-SRAM Racing                 | 1463 pts              |
| 8e                    | Marlen Reusser              | Suisse                | Alé BTC Ljubljana                  | 1275 pts              |
| 9e                    | Chantal van den Broek-Blaak | Pays-Bas              | SD Worx                            | 1091 pts              |
| 10e                   | Grace Brown                 | Australie             | Team BikeExchange                  | 1066 pts              |

| Classement du meilleur jeune | Classement du meilleur jeune | Classement du meilleur jeune | Classement du meilleur jeune       | Classement du meilleur jeune |
| Coureuse                     | Coureuse                     | Pays                         | Équipe                             | Points                       |
| ---------------------------- | ---------------------------- | ---------------------------- | ---------------------------------- | ---------------------------- |
| 1re                          | Niamh Fisher-Black           | Nouvelle-Zélande             | SD Worx                            | 34 pts                       |
| 2e                           | Évita Muzic                  | France                       | FDJ-Nouvelle Aquitaine-Futuroscope | 32 pts                       |
| 3e                           | Maria Novolodskaya           | Russie                       | A.R. Monex Women's                 | 22 pts                       |
| 4e                           | Pfeiffer Georgi              | Royaume-Uni                  | Team DSM                           | 12 pts                       |
| 5e                           | Lorena Wiebes                | Pays-Bas                     | Team DSM                           | 10 pts                       |
| 6e                           | Anna Shackley                | Royaume-Uni                  | SD Worx                            | 10 pts                       |
| 7e                           | Franziska Koch               | Allemagne                    | Team DSM                           | 8 pts                        |
| 8e                           | Clara Copponi                | France                       | FDJ-Nouvelle Aquitaine-Futuroscope | 6 pts                        |
| 9e                           | Blanka Vas                   | Hongrie                      | SD Worx                            | 6 pts                        |
| 10e                          | Sarah Gigante                | Australie                    | Tibco-Silicon Valley Bank          | 6 pts                        |

| Classement du meilleur jeune | Classement du meilleur jeune | Classement du meilleur jeune | Classement du meilleur jeune       | Classement du meilleur jeune |
| Coureuse                     | Coureuse                     | Pays                         | Équipe                             | Points                       |
| ---------------------------- | ---------------------------- | ---------------------------- | ---------------------------------- | ---------------------------- |
| 1re                          | Niamh Fisher-Black           | Nouvelle-Zélande             | SD Worx                            | 34 pts                       |
| 2e                           | Évita Muzic                  | France                       | FDJ-Nouvelle Aquitaine-Futuroscope | 32 pts                       |
| 3e                           | Maria Novolodskaya           | Russie                       | A.R. Monex Women's                 | 22 pts                       |
| 4e                           | Pfeiffer Georgi              | Royaume-Uni                  | Team DSM                           | 12 pts                       |
| 5e                           | Lorena Wiebes                | Pays-Bas                     | Team DSM                           | 10 pts                       |
| 6e                           | Anna Shackley                | Royaume-Uni                  | SD Worx                            | 10 pts                       |
| 7e                           | Franziska Koch               | Allemagne                    | Team DSM                           | 8 pts                        |
| 8e                           | Clara Copponi                | France                       | FDJ-Nouvelle Aquitaine-Futuroscope | 6 pts                        |
| 9e                           | Blanka Vas                   | Hongrie                      | SD Worx                            | 6 pts                        |
| 10e                          | Sarah Gigante                | Australie                    | Tibco-Silicon Valley Bank          | 6 pts                        |

| Classement par équipes aux points | Classement par équipes aux points  | Classement par équipes aux points | Classement par équipes aux points |
| Équipe                            | Équipe                             | Pays                              | Points                            |
| --------------------------------- | ---------------------------------- | --------------------------------- | --------------------------------- |
| 1re                               | SD Worx                            | Pays-Bas                          | 8572 pts                          |
| 2e                                | Trek-Segafredo                     | États-Unis                        | 5263 pts                          |
| 3e                                | Movistar Team                      | Espagne                           | 5043 pts                          |
| 4e                                | FDJ-Nouvelle Aquitaine-Futuroscope | France                            | 3957 pts                          |
| 5e                                | Team DSM                           | Allemagne                         | 3684 pts                          |
| 6e                                | Canyon-SRAM Racing                 | Allemagne                         | 3388 pts                          |
| 7e                                | Alé BTC Ljubljana                  | Italie                            | 3364 pts                          |
| 8e                                | Jumbo-Visma                        | Pays-Bas                          | 3319 pts                          |
| 9e                                | Liv Racing                         | Pays-Bas                          | 3226 pts                          |
| 10e                               | Team BikeExchange                  | Australie                         | 2267 pts                          |

| Classement par équipes aux points | Classement par équipes aux points  | Classement par équipes aux points | Classement par équipes aux points |
| Équipe                            | Équipe                             | Pays                              | Points                            |
| --------------------------------- | ---------------------------------- | --------------------------------- | --------------------------------- |
| 1re                               | SD Worx                            | Pays-Bas                          | 8572 pts                          |
| 2e                                | Trek-Segafredo                     | États-Unis                        | 5263 pts                          |
| 3e                                | Movistar Team                      | Espagne                           | 5043 pts                          |
| 4e                                | FDJ-Nouvelle Aquitaine-Futuroscope | France                            | 3957 pts                          |
| 5e                                | Team DSM                           | Allemagne                         | 3684 pts                          |
| 6e                                | Canyon-SRAM Racing                 | Allemagne                         | 3388 pts                          |
| 7e                                | Alé BTC Ljubljana                  | Italie                            | 3364 pts                          |
| 8e                                | Jumbo-Visma                        | Pays-Bas                          | 3319 pts                          |
| 9e                                | Liv Racing                         | Pays-Bas                          | 3226 pts                          |
| 10e                               | Team BikeExchange                  | Australie                         | 2267 pts                          |

## Liste des participantes
| Légende | Légende                                                                    | Légende | Légende                                                    |
| ------- | -------------------------------------------------------------------------- | ------- | ---------------------------------------------------------- |
| Num     | Dossard de départ porté par le coureur sur ce Tour de Drenthe              | Pos     | Position à l'arrivée de la course                          |
|         | Indique un maillot de champion national ou mondial, suivi de sa spécialité | NP      | Indique un coureur qui n'a pas pris le départ de la course |
| AB      | Indique un coureur qui n'a pas terminé la course                           | HD      | Indique un coureur qui a terminé la course hors des délais |

| Alé BTC Ljubljana ALE | Alé BTC Ljubljana ALE       | Alé BTC Ljubljana ALE |
| --------------------- | --------------------------- | --------------------- |
| Num                   | Coureuse                    | Pos                   |
| 1                     | Alessia Patuelli (ITA)      | AB                    |
| 2                     | Maaike Boogaard (NED)       | 54e                   |
| 3                     | Eugenia Bujak (SLO) (route) | 22e                   |
| 5                     | Laura Tomasi (ITA)          | AB                    |

| SD Worx SDW | SD Worx SDW                       | SD Worx SDW |
| ----------- | --------------------------------- | ----------- |
| Num         | Coureuse                          | Pos         |
| 11          | Elena Cecchini (ITA)              | 2e          |
| 12          | Chantal van den Broek-Blaak (NED) | 21e         |
| 13          | Roxane Fournier (FRA)             | 39e         |
| 14          | Christine Majerus (LUX) (route)   | 38e         |
| 15          | Demi Vollering (NED)              | 26e         |
| 16          | Lonneke Uneken (NED)              | 19e         |

| Trek-Segafredo TFS | Trek-Segafredo TFS        | Trek-Segafredo TFS |
| ------------------ | ------------------------- | ------------------ |
| Num                | Coureuse                  | Pos                |
| 31                 | Lauretta Hanson (AUS)     | AB                 |
| 32                 | Audrey Cordon-Ragot (FRA) | 17e                |
| 34                 | Chloe Hosking (AUS)       | 29e                |
| 36                 | Ellen van Dijk (NED)      | AB                 |

| Liv Racing LIV | Liv Racing LIV         | Liv Racing LIV |
| -------------- | ---------------------- | -------------- |
| Num            | Coureuse               | Pos            |
| 42             | Alison Jackson (CAN)   | 11e            |
| 43             | Marta Jaskulska (POL)  | 35e            |
| 44             | Sofia Bertizzolo (ITA) | 25e            |
| 46             | Evy Kuijpers (NED)     | 50e            |

| Canyon-SRAM Racing CSR | Canyon-SRAM Racing CSR | Canyon-SRAM Racing CSR |
| ---------------------- | ---------------------- | ---------------------- |
| Num                    | Coureuse               | Pos                    |
| 61                     | Alice Barnes (GBR)     | 20e                    |
| 63                     | Neve Bradbury (AUS)    | AB                     |
| 64                     | Ella Harris (NZL)      | 18e                    |
| 65                     | Élise Chabbey (SUI)    | 4e                     |
| 66                     | Hannah Ludwig (GER)    | 41e                    |

| Team BikeExchange BEX | Team BikeExchange BEX   | Team BikeExchange BEX |
| --------------------- | ----------------------- | --------------------- |
| Num                   | Coureuse                | Pos                   |
| 71                    | Jessica Allen (AUS)     | AB                    |
| 72                    | Janneke Ensing (NED)    | 55e                   |
| 73                    | Teniel Campbell (TTO)   | 53e                   |
| 75                    | Sarah Roy (AUS) (route) | 13e                   |
| 76                    | Moniek Tenniglo (NED)   | AB                    |

| Team DSM DSM | Team DSM DSM                  | Team DSM DSM |
| ------------ | ----------------------------- | ------------ |
| Num          | Coureuse                      | Pos          |
| 81           | Susanne Andersen (NOR)        | 8e           |
| 82           | Pfeiffer Georgi (GBR) (route) | 6e           |
| 83           | Megan Jastrab (USA)           | 32e          |
| 84           | Franziska Koch (GER)          | 7e           |
| 85           | Floortje Mackaij (NED)        | 5e           |
| 86           | Lorena Wiebes (NED)           | 1re          |

| Jumbo-Visma Women Team TJV | Jumbo-Visma Women Team TJV | Jumbo-Visma Women Team TJV |
| -------------------------- | -------------------------- | -------------------------- |
| Num                        | Coureuse                   | Pos                        |
| 91                         | Romy Kasper (GER)          | 15e                        |
| 92                         | Anouska Koster (NED)       | 24e                        |
| 94                         | Teuntje Beekhuis (NED)     | 52e                        |
| 95                         | Karlijn Swinkels (NED)     | 23e                        |

| Valcar-Travel & Service VAL | Valcar-Travel & Service VAL | Valcar-Travel & Service VAL |
| --------------------------- | --------------------------- | --------------------------- |
| Num                         | Coureuse                    | Pos                         |
| 101                         | Silvia Magri (ITA)          | 43e                         |
| 102                         | Ilaria Sanguineti (ITA)     | 31e                         |
| 103                         | Chiara Consonni (ITA)       | 9e                          |
| 104                         | Eleonora Gasparrini (ITA)   | 3e                          |
| 105                         | Elizabeth Stannard (AUS)    | 49e                         |
| 106                         | Margaux Vigié (FRA)         | 33e                         |

| Tibco-Silicon Valley Bank TIB | Tibco-Silicon Valley Bank TIB | Tibco-Silicon Valley Bank TIB |
| ----------------------------- | ----------------------------- | ----------------------------- |
| Num                           | Coureuse                      | Pos                           |
| 111                           | Eva Buurman (NED)             | AB                            |
| 113                           | Veronica Ewers (USA)          | 27e                           |
| 114                           | Kristen Faulkner (USA)        | AB                            |
| 115                           | Nina Kessler (NED)            | 10e                           |
| 116                           | Nicole Frain (AUS)            | 47e                           |

| Parkhotel Valkenburg PHV | Parkhotel Valkenburg PHV  | Parkhotel Valkenburg PHV |
| ------------------------ | ------------------------- | ------------------------ |
| Num                      | Coureuse                  | Pos                      |
| 121                      | Mischa Bredewold (NED)    | 16e                      |
| 122                      | Lieke Nooijen (NED)       | AB                       |
| 123                      | Kirstie van Haaften (NED) | 30e                      |
| 124                      | Femke Gerritse (NED)      | 37e                      |
| 125                      | Femke Markus (NED)        | 28e                      |
| 126                      | Amber van der Hulst (NED) | 12e                      |

| Andy Schleck-CP NVST-Immo Losch ASC | Andy Schleck-CP NVST-Immo Losch ASC | Andy Schleck-CP NVST-Immo Losch ASC |
| ----------------------------------- | ----------------------------------- | ----------------------------------- |
| Num                                 | Coureuse                            | Pos                                 |
| 131                                 | Nina Berton (LUX)                   | AB                                  |
| 133                                 | Claire Faber (LUX)                  | AB                                  |
| 134                                 | Stella Nightingale (NZL)            | AB                                  |
| 135                                 | Bronwyn Macgregor (NZL)             | 46e                                 |
| 136                                 | Sandra Weiss (SUI)                  | 44e                                 |

| NXTG Racing NXG | NXTG Racing NXG           | NXTG Racing NXG |
| --------------- | ------------------------- | --------------- |
| Num             | Coureuse                  | Pos             |
| 151             | Cathalijne Hoolwerf (NED) | AB              |
| 153             | Britt Knaven (BEL)        | 36e             |
| 154             | Ilse Pluimers (NED)       | 45e             |
| 155             | Charlotte Kool (NED)      | 14e             |
| 156             | Maud Rijnbeek (NED)       | 42e             |

| GT Krush Tunap BPC | GT Krush Tunap BPC     | GT Krush Tunap BPC |
| ------------------ | ---------------------- | ------------------ |
| Num                | Coureuse               | Pos                |
| 161                | Marissa Baks (NED)     | 51e                |
| 162                | Daniek Hengeveld (NED) | 48e                |
| 163                | Melanie Klement (NED)  | AB                 |
| 164                | Quinty Ton (NED)       | AB                 |
| 166                | Nienke Wasmus (NED)    | 56e                |

| Bizkaia-Durango BDU | Bizkaia-Durango BDU     | Bizkaia-Durango BDU |
| ------------------- | ----------------------- | ------------------- |
| Num                 | Coureuse                | Pos                 |
| 171                 | Sandra Alonso (ESP)     | 34e                 |
| 172                 | Daniela Campos (POR)    | AB                  |
| 173                 | Marina Garau Roca (ESP) | AB                  |
| 174                 | Ariana Gilabert (ESP)   | AB                  |
| 176                 | Aileen Schweikart (GER) | 40e                 |

| Alé BTC Ljubljana ALE | Alé BTC Ljubljana ALE       | Alé BTC Ljubljana ALE |
| --------------------- | --------------------------- | --------------------- |
| Num                   | Coureuse                    | Pos                   |
| 1                     | Alessia Patuelli (ITA)      | AB                    |
| 2                     | Maaike Boogaard (NED)       | 54e                   |
| 3                     | Eugenia Bujak (SLO) (route) | 22e                   |
| 5                     | Laura Tomasi (ITA)          | AB                    |

| SD Worx SDW | SD Worx SDW                       | SD Worx SDW |
| ----------- | --------------------------------- | ----------- |
| Num         | Coureuse                          | Pos         |
| 11          | Elena Cecchini (ITA)              | 2e          |
| 12          | Chantal van den Broek-Blaak (NED) | 21e         |
| 13          | Roxane Fournier (FRA)             | 39e         |
| 14          | Christine Majerus (LUX) (route)   | 38e         |
| 15          | Demi Vollering (NED)              | 26e         |
| 16          | Lonneke Uneken (NED)              | 19e         |

| Trek-Segafredo TFS | Trek-Segafredo TFS        | Trek-Segafredo TFS |
| ------------------ | ------------------------- | ------------------ |
| Num                | Coureuse                  | Pos                |
| 31                 | Lauretta Hanson (AUS)     | AB                 |
| 32                 | Audrey Cordon-Ragot (FRA) | 17e                |
| 34                 | Chloe Hosking (AUS)       | 29e                |
| 36                 | Ellen van Dijk (NED)      | AB                 |

| Liv Racing LIV | Liv Racing LIV         | Liv Racing LIV |
| -------------- | ---------------------- | -------------- |
| Num            | Coureuse               | Pos            |
| 42             | Alison Jackson (CAN)   | 11e            |
| 43             | Marta Jaskulska (POL)  | 35e            |
| 44             | Sofia Bertizzolo (ITA) | 25e            |
| 46             | Evy Kuijpers (NED)     | 50e            |

| Canyon-SRAM Racing CSR | Canyon-SRAM Racing CSR | Canyon-SRAM Racing CSR |
| ---------------------- | ---------------------- | ---------------------- |
| Num                    | Coureuse               | Pos                    |
| 61                     | Alice Barnes (GBR)     | 20e                    |
| 63                     | Neve Bradbury (AUS)    | AB                     |
| 64                     | Ella Harris (NZL)      | 18e                    |
| 65                     | Élise Chabbey (SUI)    | 4e                     |
| 66                     | Hannah Ludwig (GER)    | 41e                    |

| Team BikeExchange BEX | Team BikeExchange BEX   | Team BikeExchange BEX |
| --------------------- | ----------------------- | --------------------- |
| Num                   | Coureuse                | Pos                   |
| 71                    | Jessica Allen (AUS)     | AB                    |
| 72                    | Janneke Ensing (NED)    | 55e                   |
| 73                    | Teniel Campbell (TTO)   | 53e                   |
| 75                    | Sarah Roy (AUS) (route) | 13e                   |
| 76                    | Moniek Tenniglo (NED)   | AB                    |

| Team DSM DSM | Team DSM DSM                  | Team DSM DSM |
| ------------ | ----------------------------- | ------------ |
| Num          | Coureuse                      | Pos          |
| 81           | Susanne Andersen (NOR)        | 8e           |
| 82           | Pfeiffer Georgi (GBR) (route) | 6e           |
| 83           | Megan Jastrab (USA)           | 32e          |
| 84           | Franziska Koch (GER)          | 7e           |
| 85           | Floortje Mackaij (NED)        | 5e           |
| 86           | Lorena Wiebes (NED)           | 1re          |

| Jumbo-Visma Women Team TJV | Jumbo-Visma Women Team TJV | Jumbo-Visma Women Team TJV |
| -------------------------- | -------------------------- | -------------------------- |
| Num                        | Coureuse                   | Pos                        |
| 91                         | Romy Kasper (GER)          | 15e                        |
| 92                         | Anouska Koster (NED)       | 24e                        |
| 94                         | Teuntje Beekhuis (NED)     | 52e                        |
| 95                         | Karlijn Swinkels (NED)     | 23e                        |

| Valcar-Travel & Service VAL | Valcar-Travel & Service VAL | Valcar-Travel & Service VAL |
| --------------------------- | --------------------------- | --------------------------- |
| Num                         | Coureuse                    | Pos                         |
| 101                         | Silvia Magri (ITA)          | 43e                         |
| 102                         | Ilaria Sanguineti (ITA)     | 31e                         |
| 103                         | Chiara Consonni (ITA)       | 9e                          |
| 104                         | Eleonora Gasparrini (ITA)   | 3e                          |
| 105                         | Elizabeth Stannard (AUS)    | 49e                         |
| 106                         | Margaux Vigié (FRA)         | 33e                         |

| Tibco-Silicon Valley Bank TIB | Tibco-Silicon Valley Bank TIB | Tibco-Silicon Valley Bank TIB |
| ----------------------------- | ----------------------------- | ----------------------------- |
| Num                           | Coureuse                      | Pos                           |
| 111                           | Eva Buurman (NED)             | AB                            |
| 113                           | Veronica Ewers (USA)          | 27e                           |
| 114                           | Kristen Faulkner (USA)        | AB                            |
| 115                           | Nina Kessler (NED)            | 10e                           |
| 116                           | Nicole Frain (AUS)            | 47e                           |

| Parkhotel Valkenburg PHV | Parkhotel Valkenburg PHV  | Parkhotel Valkenburg PHV |
| ------------------------ | ------------------------- | ------------------------ |
| Num                      | Coureuse                  | Pos                      |
| 121                      | Mischa Bredewold (NED)    | 16e                      |
| 122                      | Lieke Nooijen (NED)       | AB                       |
| 123                      | Kirstie van Haaften (NED) | 30e                      |
| 124                      | Femke Gerritse (NED)      | 37e                      |
| 125                      | Femke Markus (NED)        | 28e                      |
| 126                      | Amber van der Hulst (NED) | 12e                      |

| Andy Schleck-CP NVST-Immo Losch ASC | Andy Schleck-CP NVST-Immo Losch ASC | Andy Schleck-CP NVST-Immo Losch ASC |
| ----------------------------------- | ----------------------------------- | ----------------------------------- |
| Num                                 | Coureuse                            | Pos                                 |
| 131                                 | Nina Berton (LUX)                   | AB                                  |
| 133                                 | Claire Faber (LUX)                  | AB                                  |
| 134                                 | Stella Nightingale (NZL)            | AB                                  |
| 135                                 | Bronwyn Macgregor (NZL)             | 46e                                 |
| 136                                 | Sandra Weiss (SUI)                  | 44e                                 |

| NXTG Racing NXG | NXTG Racing NXG           | NXTG Racing NXG |
| --------------- | ------------------------- | --------------- |
| Num             | Coureuse                  | Pos             |
| 151             | Cathalijne Hoolwerf (NED) | AB              |
| 153             | Britt Knaven (BEL)        | 36e             |
| 154             | Ilse Pluimers (NED)       | 45e             |
| 155             | Charlotte Kool (NED)      | 14e             |
| 156             | Maud Rijnbeek (NED)       | 42e             |

| GT Krush Tunap BPC | GT Krush Tunap BPC     | GT Krush Tunap BPC |
| ------------------ | ---------------------- | ------------------ |
| Num                | Coureuse               | Pos                |
| 161                | Marissa Baks (NED)     | 51e                |
| 162                | Daniek Hengeveld (NED) | 48e                |
| 163                | Melanie Klement (NED)  | AB                 |
| 164                | Quinty Ton (NED)       | AB                 |
| 166                | Nienke Wasmus (NED)    | 56e                |

| Bizkaia-Durango BDU | Bizkaia-Durango BDU     | Bizkaia-Durango BDU |
| ------------------- | ----------------------- | ------------------- |
| Num                 | Coureuse                | Pos                 |
| 171                 | Sandra Alonso (ESP)     | 34e                 |
| 172                 | Daniela Campos (POR)    | AB                  |
| 173                 | Marina Garau Roca (ESP) | AB                  |
| 174                 | Ariana Gilabert (ESP)   | AB                  |
| 176                 | Aileen Schweikart (GER) | 40e                 |

## Organisation
La course est organisée par la fondation Ronde van Drenthe. Femmy van Issum-Achterhes dirige la course.

### Prix
Les prix sont les suivants :
| Position | 1er     | 2e      | 3e    | 4e    | 5e    | 6e    | 7e    | 8e    | 9e    | 10e   |
| Prix     | 1 535 € | 1 135 € | 760 € | 460 € | 385 € | 335 € | 305 € | 265 € | 225 € | 200 € |

En sus, les coureuses placées de la 11e à la 15e place gagnent 160 €, celles placées de la 16e à la 20e place 120 €.

## Médias
La chaîne NOS retransmet la course. Elle est commentée entre autres par Anna van der Breggen.